# Kostel svaté Kateřiny Alexandrijské (Velvary)
Kostel svaté Kateřiny Alexandrijské je římskokatolický kostel ve Velvarech, dříve děkanský, který vznikl přestavbou původního gotického kostela, poprvé zmiňovaného v roce 1337. Kostel prošel renesanční i barokní úpravou, na jeho současné podobě se však nejsilněji podepsala regotizace z počátku 20. století.

## Historie

### Gotika
Nejstarší částí kostela je přízemní místnost ve věži, která původně sloužila patrně jako soukromá kaple a nyní se využívá jako sakristie. V roce 1487 byl kostel upravován mistrem Linhartem, při té příležitosti zřejmě došlo ke zvýšení lodi.

### Renesance
Dne 19. dubna 1580 došlo zásahem blesku k poškození věže, jejíž horní část vyhořela. Při opravách získal kostel svaté Kateřiny řadu renesančních prvků. Kolem roku 1600 byla dokončena klenba kostela a vybudována kruchta, v roce 1604 došlo i k opravě věže. Mecenášem těchto přestaveb byl Jan Adam Hrobčický z Hrobčic a na Hospozíně. V roce 1610 (podle jiných pramenů až v roce 1620) však byla věž opět poškozena zásahem blesku při bouřce.

### Baroko
V letech 1692 až 1694 opravil chátrající kostel stavitel Pavel Ignác Bayer, v roce 1701 došlo k znovuvysvěcení kostela světícím biskupem pražským Janem Seipelem. Další oprava proběhla v roce 1785.

### Regotizace
Počátkem 20. století byl kostel regotizován. Tím kostel ztratil velkou část své barokní podoby. Poslední velká oprava se uskutečnila v 90. letech 20. století; při ní byly také zrestaurovány nástěnné malby, jejichž fragmenty byly objeveny v 70. letech 20. století.
Kostel je chráněn jako kulturní památka České republiky.

## Zvonice

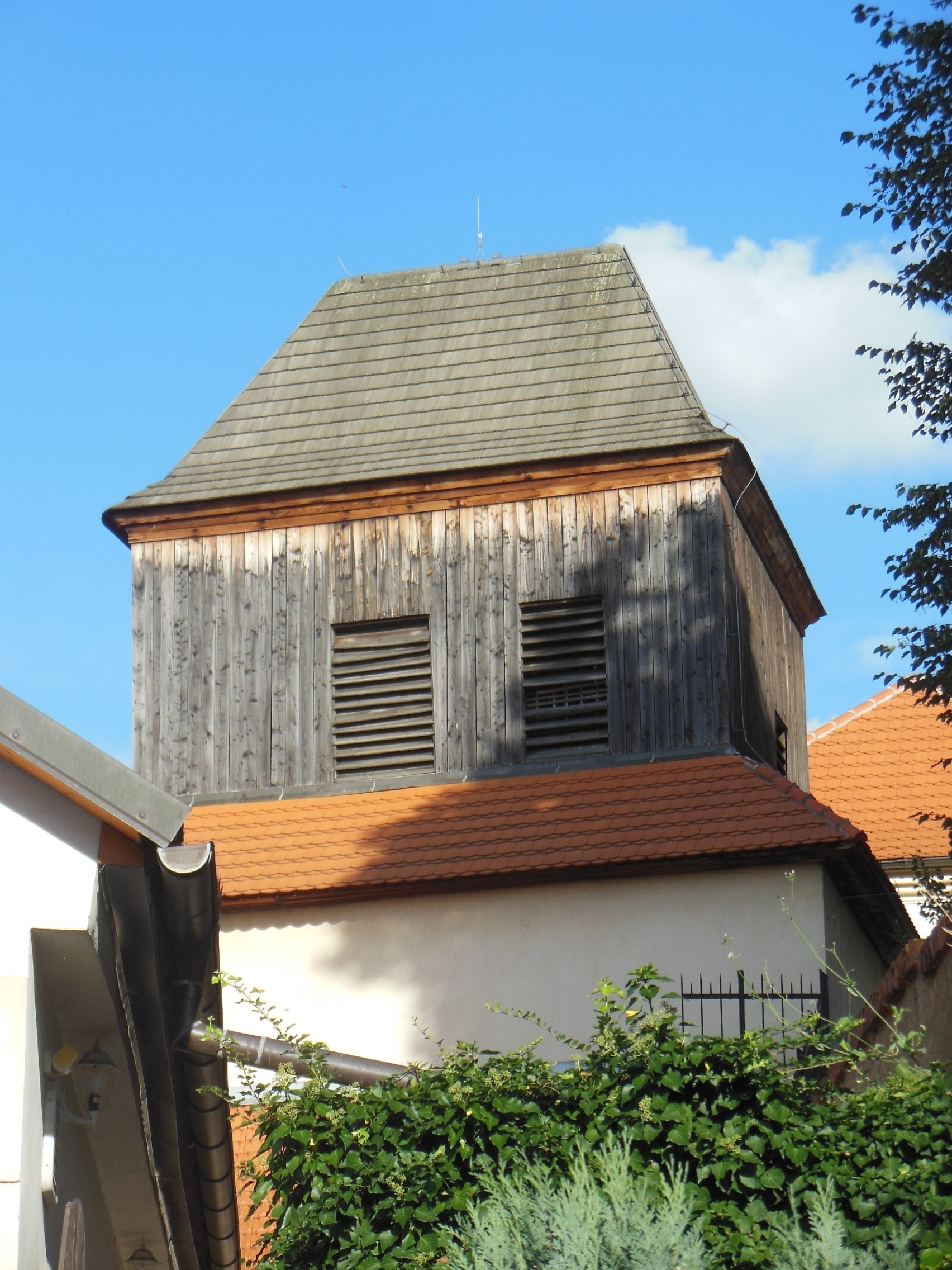
Zvonice u kostela svaté Kateřiny Alexandrijské ve Velvarech

Severně od kostela stojí renesanční zděná zvonice s dřevěným patrem, která v minulosti plnila i obrannou funkci. Její zděná část má zdi až 1, 7 m silné. Dřevěné patro ukrývá vzpěradlovou konstrukci, nesoucí zvony ze 17. a 18. století. Zvonice byla postavena pravděpodobně v 16. století. Na zvonici i na kostelní věži viselo před třicetiletou válkou devět zvonů. Osm z nich bylo roku 1639 zničeno císařskými vojáky a jejich zvonovina byla spolu s devátým zvonem další rok odvezena do Prahy. Další zvon byl pořízen roku 1660, který je zde osazen dodnes a roku 1755, který byl rekvírován ve 2. svět. válce.

## Podoba
Asymetricky umístěná věž kostela čtvercového půdorysu o výšce 45 metrů je dominantou města. Jediná loď má obdélníkový tvar a je z vnitřní strany 17,5 metru dlouhá a přes 9 metrů široká. Její zadní třetinu zabírá renesanční kruchta, která po stranách vybíhá svými dvěma rameny do prostoru lodi. Odsazený presbytář má z vnitřní strany délku 11,5 metru a šířku 7 metrů. Na vyvýšeném prostranství kolem kostela se dříve nacházel hřbitov.

## Duchovní správcové farnosti

### katoličtí
- farář Mathias Rupert (zmíněn 13V70)

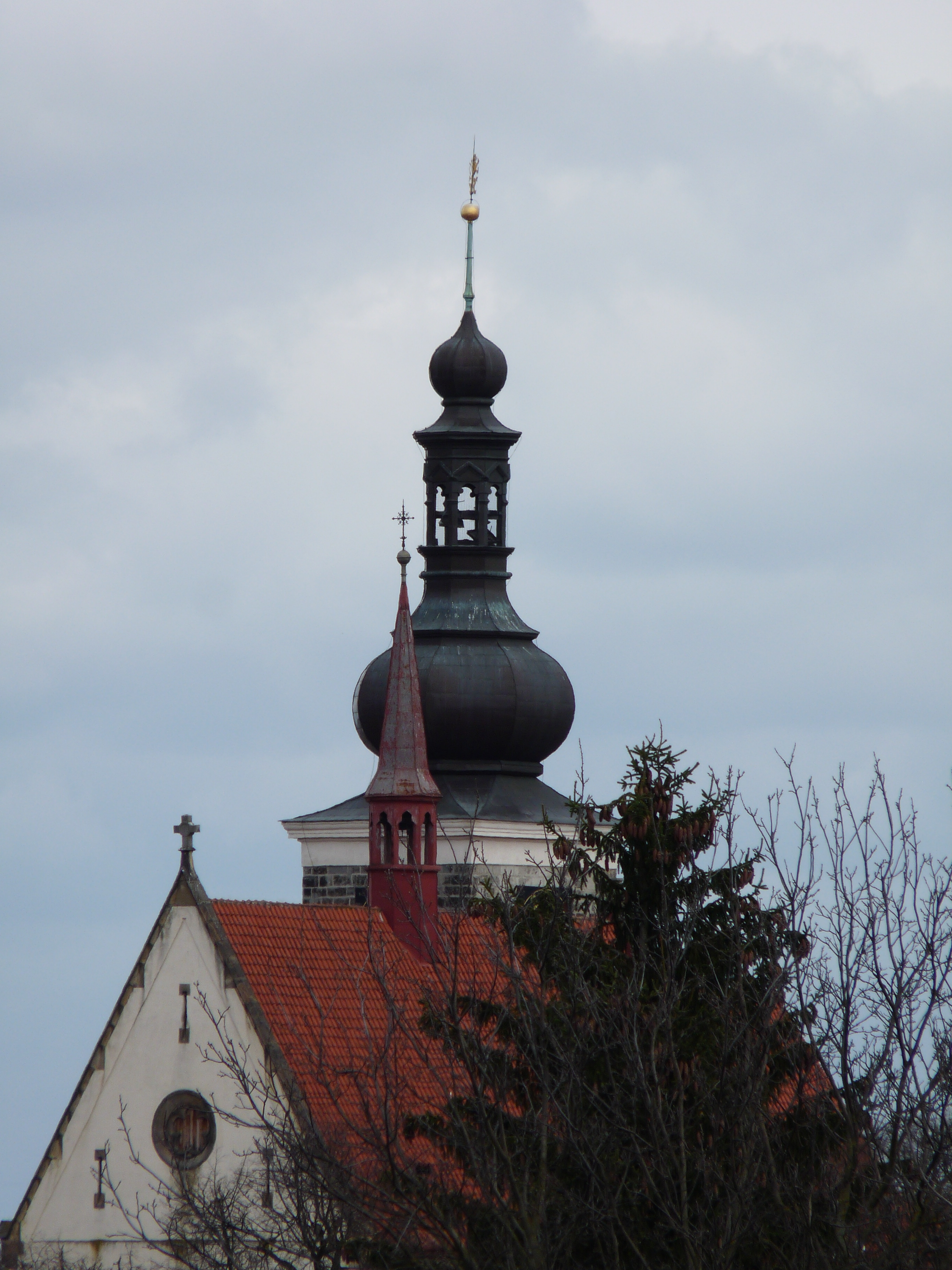
Věže kostela svaté Kateřiny Alexandrijské

### protestantští
- děkan Matěj (zmíněn 1518 a 1520)
- děkan Jan (zmíněn 1538)
- děkan Václav Larva (zmíněn 1548)
- děkan Václav Klatovský (zmíněn 1551)
- děkan Eliáš Vilémovský (zmíněn 1560)
- děkan Jan Ledecký, zvaný Lupulus (1578-1582)
- děkan Šimon Pražský z Vraného (1583)
- děkan Jiří Krpský (1584-1587)
- děkan Jan Plzeňský (1587)
- děkan Jan Vartmberský
- děkan Václav Starý (od roku 1590)
- děkan Petr Šviha (do roku 1605)
- děkan Šimon Hájek Novoměstský (1605-1606)
- děkan Jan Trenčanský (od roku 1607)
- děkan Pavel Roubíček (1621-1624)

### katoličtí
- děkan Vavřinec Augustin Hanžburský z Kopečku (1624)
- děkan Jakub Peitus (1625-1628)
- děkan Abdonius Utinek z Vatova (1628-1629)
- děkan Jakub Peitus (1629-1631)

### protestantští
- Jiří Manzelius Sezemský (1631-1632)

### katoličtí
- děkan Jakub Peitus (1632-1636)
- děkan Jan Cervus (1637-1640)
- děkan Matěj Stanislav Hejtman (1650-1651)
- děkan Baltazar Ošenský (1651-1655)
- administrátor Vincenc de Vasaule OP (1655-1656)
- děkan Jan František Šnurovský OCr (1656-1664)
- děkan Šebestian František Prášek (1664-1665)
- administrátor Matěj Alexius Duchek OCr (1666-1668)
- děkan Jan Augustin Drahnovský (1678-1680)
- děkan Matěj Maximilián Josef Jodl (1680-1719); v té době zřízeno místo kaplana
- děkan Maximilián Adam Lodinský (1719-1723)
- děkan Jan Jiří Zich (1723-1726)
- administrátor Jiří Limon (1726-1727)
- děkan Josef Jan Gallaš (1727-1738)
- děkan Václav Bernard Straka (1738-1761)
- děkan Václav Vrána (1761-1801); v roce 1762 zřízeno druhé místo kaplanské
- děkan Matěj Drobílek (1801-1832)
- děkan Václav Vaněk (1832-1862)
- děkan Václav Bernardin (od roku 1862 cca do roku 1880)
- František Halaš (v 2. polovině 20. století)

K 1. lednu 2006 byla zdejší farnost sloučena do farnosti Kralupy nad Vltavou.